# 監査院
監査院（かんさいん）は、大韓民国憲法第97条と「監査院法」第20条の規定により、国家の歳入・歳出の決算を監査し、国家と法律の定めた団体の会計を常時監査・監督して、その執行に適正を期しながら、行政機関の事務と公務員の職務を監察し、行政運営の改善・向上を図る大韓民国大統領直属の合議制機関である。

## 沿革
大韓民国政府樹立当時には、制憲憲法により国家の収入・支出に対する決算監査を担当する審計院と、政府組織法により公務員に対する監察を担当する監察委員会が設置され、会計検査及び職務監察を各々別の機関で担当した。
大韓民国第三共和国憲法は監察委員会と審計院を統合して監査院を置き、1963年3月に「監査院法」制定とともに監査院が正式に出帆した。以後、維新憲法が国会の国政監査権を廃止しながら監査院を活用するようにしたのだが、これは第五共和国憲法でも踏襲され、現行憲法では国会の国政監査権が復活されたが、監査院は維持された。

## 地位

### 憲法機関
大韓民国憲法によりその設置が指定、権限が付与された憲法機関である。

### 大統領所属機関
大統領所属の中央行政機関である（憲法第97条）。しかし行政府所属機関でなく、国家元首である大統領に直属した機関である。

### 政治的独立
監査院法第2条の文言のように大統領に所属しているが、職務に関しては独立性を保持している。さらに監査院所属公務員の任免や組織、予算の編成において、監査院の独立性が最大限尊重されなければならない。
それだけでなく監査院長の任命には国会の同意を必要とし（憲法第98条第2項）、監査院法により監査院の所属公務員は一定の職務の兼職や政党への加入、政治運動などが禁止されている（監査院法第8～10条）。

### 合議制機関
監査院は監査院長を含めた5人以上11人以下の監査委員で構成される監査委員会（現行監査院法第3条では7人）で業務を処理する合議制機関である。これは監査院の愼重性と公正性に重点を置いたもので、合議制機関である監査院の監査業務の合意に関する限り監査院長と監査委員は法的に同等な地位をもつ。

## 機能
監査院は国家の決算審査権と会計審査権、法律の定める団体の会計審査権を持つ（憲法第97条）。監査院は国家の歳入と歳出の決算を毎年度ごとに検査して、大統領と国会に報告しなければならない（憲法第99条）。
監査院が会計審査権を持つ機関または団体は以下の通り。
1. 国家
2. 地方自治体
3. 韓国銀行の会計と国家または地方自治体が資本金の半分以上を出資した法人
4. 他の法律によって監査院の会計審査を受けるように規定された団体（監査院法第22条）
5. 監査院法第23条が決めている事項に対して、監査院が必要だと認めたり国務総理の要求がある時

また監査院は独立して行政機関と行政府所属公務員の非違を職務監察する機関である（憲法第97条及び監査院法第24条第3項）。職務監察権には非違摘発に関する非違監察権だけでなく、公務員の勤務評定または行政管理の適否審査分析とその改善などに関する行政監察権まで含まれる。

## 組職
監査院は監査院長を含めた7人の監査委員で構成される監査委員会議と、院長の指揮の下に監査事務を処理する事務処で構成されている。所属機関として監査教育院・監査研究院、監査院長諮問機構として監査院政策諮問委員会を置いている。

### 監査委員会議
監査委員会議は監査院の監査政策及び主要監査計画、決算の確認、弁償責任の判定など処分要求事項を決める最高意思決定機関である。監査院長を含めた7人の監査委員で構成されており、院長が議長を担当する。在籍監査委員の過半数の賛成で議決できる。

### 事務処
会計検事・監察・審査決定及び監査院に関する行政事務を処理するなど、実質的な監査業務を遂行する機関。
- 事務総長
  - 院長秘書室
  - 監察官
  - 審議室
  - 公報官
  - 監査品質管理官
  - 行政支援室
  - 企画管理室
- 第1事務次長
  - 財政・経済監査局
  - 金融・基金監査局
  - 建設・環境監査局
  - 公共機関監査局
  - 戦略課題監査団
- 第2事務次長
  - 社会・福祉監査局
  - 行政・文化監査局
  - 地方行政監査局
  - 教育監査団
  - 国防監査団
  - 地方建設監査団
- 公職監察本部長
  - 特別調査局
  - 監査請求調査局
  - 監察情報団
  - 公共監査運営団

### 監査教育院
1995年に設置された監査院所属職員及び監査対象機関の監査または会計業務従事者に対する教育を担当する機関である。

### 監査研究院
2005年に設置された監査対象機関の主要政策・事業・機関運営などの効率性分析及び成果評価と係わる監査制度及び方法などを研究・開発を担当する機関である。2008年2月29日に評価研究院から改称した。

## 歴代院長
| 代       | 氏名     | 氏名         | 在任期間       | 在任期間       |
| 代       | 漢字表記 | ハングル表記 | 着任           | 退任           |
| -------- | -------- | ------------ | -------------- | -------------- |
| 1        | 李元燁   | 이원엽       | 1963年3月20日  | 1963年7月11日  |
| 2        | 韓信     | 한신         | 1963年7月12日  | 1963年12月15日 |
| 職務代行 | 林承説   | 임승설       | 1963年12月16日 | 1964年2月18日  |
| 3        | 李周一   | 이주일       | 1964年2月19日  | 1968年2月18日  |
| 4        | 李周一   | 이주일       | 1968年2月27日  | 1971年6月3日   |
| 職務代行 | 李根祥   | 이근상       | 1971年6月4日   | 1971年7月30日  |
| 5        | 李錫済   | 이석제       | 1971年7月31日  | 1972年2月26日  |
| 署理     | 李錫済   | 이석제       | 1972年2月27日  | 1972年7月31日  |
| 6        | 李錫済   | 이석제       | 1972年8月1日   | 1976年7月31日  |
| 署理     | 申斗泳   | 신두영       | 1976年8月1日   | 1976年9月21日  |
| 7        | 申斗泳   | 신두영       | 1976年9月22日  | 1980年9月1日   |
| 署理     | 李漢基   | 이한기       | 1980年9月2日   | 1980年9月21日  |
| 8        | 李漢基   | 이한기       | 1980年9月22日  | 1981年4月15日  |
| 9        | 李漢基   | 이한기       | 1981年4月16日  | 1982年9月4日   |
| 署理     | 鄭喜沢   | 정희택       | 1982年9月5日   | 1982年9月20日  |
| 10       | 鄭喜沢   | 정희택       | 1982年9月21日  | 1984年4月7日   |
| 署理     | 黄永時   | 황영시       | 1984年4月9日   | 1984年6月27日  |
| 11       | 黄永時   | 황영시       | 1984年6月28日  | 1985年4月15日  |
| 署理     | 黄永時   | 황영시       | 1985年4月16日  | 1985年5月15日  |
| 12       | 黄永時   | 황영시       | 1985年5月16日  | 1988年7月3日   |
| 13       | 金永駿   | 김영준       | 1988年7月4日   | 1992年7月3日   |
| 署理     | 金永駿   | 김영준       | 1992年7月4日   | 1992年8月12日  |
| 14       | 金永駿   | 김영준       | 1992年8月13日  | 1993年2月24日  |
| 15       | 李会昌   | 이회창       | 1993年2月25日  | 1993年12月16日 |
| 16       | 李時潤   | 이시윤       | 1993年12月17日 | 1997年12月16日 |
| 職務代行 | 申相斗   | 신상두       | 1997年12月17日 | 1998年3月2日   |
| 署理     | 韓勝憲   | 한승헌       | 1998年3月3日   | 1998年8月17日  |
| 17       | 韓勝憲   | 한승헌       | 1998年8月18日  | 1999年9月28日  |
| 18       | 李種南   | 이종남       | 1999年9月29日  | 2003年9月28日  |
| 職務代行 | 尹銀重   | 윤은중       | 2003年9月29日  | 2003年10月24日 |
| 職務代行 | 朴勝一   | 박승일       | 2003年10月25日 | 2003年11月9日  |
| 19       | 田允喆   | 전윤철       | 2003年11月10日 | 2007年11月9日  |
| 20       | 田允喆   | 전윤철       | 2007年11月10日 | 2008年5月18日  |
| 職務代行 | 金鍾信   | 김종신       | 2008年5月19日  | 2008年9月7日   |
| 21       | 金滉植   | 김황식       | 2008年9月8日   | 2010年9月30日  |
| 職務代行 | 河福東   | 하복동       | 2010年10月1日  | 2011年3月10日  |
| 22       | 梁建     | 양건         | 2011年3月11日  | 2013年8月26日  |
| 職務代行 | 成龍洛   | 성용락       | 2013年8月26日  | 2013年12月2日  |
| 23       | 黄賛鉉   | 황찬현       | 2013年12月2日  | 2017年12月1日  |
| 職務代行 | 劉進煕   | 유진희       | 2017年12月1日  | 2018年1月1日   |
| 24       | 崔在亨   | 최재형       | 2018年1月1日   | 2021年6月28日  |
| 職務代行 | 姜敏娥   | 강민아       | 2021年6月28日  | 2021年11月11日 |
| 25       | 崔載海   | 최재해       | 2021年11月12日 | 現職           |